# Relaciones Jordania-Venezuela
Las relaciones Jordania-Venezuela se refieren a las relaciones internacionales que existen entre Jordania y Venezuela. 

## Historia
El 7 de junio de 2012 la embajada de Venezuela en Jordania invitó a un almuerzo en la sede de la misión diplomática a estudiantes de la Universidad de Jordania, alumnos del curso “Cultura y Civilización Latinoamericana” (dictado por el embajador venezolano Fausto Fernández Borge). El mismo año la embajada organizó una actividad en la Universidad Al Albayt con el motivo de la publicación en árabe del libro "Escritos Anticolonialistas de Bolívar", del venezolano Gustavo Pereira.
En noviembre de 2019, el ministro para el turismo y comercio exterior de Venezuela, Félix Plasencia, visitó Amán, Jordania, por invitación de la ministra de Turismo y Antigüedades de Jordania, Majd Shweikeh, quienes alcanzaron acuerdos juntos. Los ministros realizaron una videoconferencia el 26 de agosto de 2020 para hacerle seguimiento a dichos acuerdos.

## Misiones diplomáticas
- Venezuela tiene una embajada en Amán.[4]